# Grabowska Huta
Grabowska Huta (kaszb. Grabòwskô Hëta, niem. Grabaushütte) – wieś kaszubska w Polsce położona w województwie pomorskim, w powiecie kościerskim, w gminie Nowa Karczma przy drodze wojewódzkiej nr .
W latach 1975–1998 miejscowość administracyjnie należała do województwa gdańskiego.